# Bondokuy
Bondokuy là một tổng tại tỉnh Mouhoun ở phía tây Burkina Faso. Thủ phủ là thị xã Bondokuy. Theo điều tra dân số năm 1996, tổng này có tổng dân số 47.213 người .

## Các thị xã và làng xã
- Bondokuy	(3 982 dân) (thủ phủ)
- Anekuy	(295 dân)
- Bankouma	(729 dân)
- Bokuy	(421 dân)
- Bolomakoté	(3 792 dân)
- Bouan	(1 084 dân)
- Bouenivouhoun	(3 936 dân)
- Dampan	(826 dân)
- Diekuy	(292 dân)
- Dora	(2 021 dân)
- Farakuy	(142 dân)
- Kera	(2 047 dân)
- Koko	(2 065 dân)
- Koumana	(9 767 dân)
- Moukouna	(2 493 dân)
- Ouakara	(2 909 dân)
- Silmimossi	(1 605 dân)
- Syn-Bekuy	(387 dân)
- Syn-Dombokuy	(335 dân)
- Syn-Dounkuy	(367 dân)
- Tankuy	(930 dân)
- Tia	(2 504 dân)
- Toun	(1 018 dân)
- Wakuy	(1 376 dân)
- Zanzaka	(1 131 dân)
- Zoromtenga	(759 dân)